# Ralf Oehri
Ralf Oehri (* 26. Oktober 1976) ist ein ehemaliger liechtensteinischer Fussballspieler.

## Karriere

### Verein
In seiner Jugend spielte Oehri für den FC Ruggell, den USV Eschen-Mauren und erneut für den FC Ruggell, bei dem er in den Herrenbereich befördert wurde. Später schloss er sich dem Schweizer Verein FC Gams an, bevor er ihn der FC Balzers verpflichtete. Nach einer Leihe zum Schweizer Klub FC Renens kehrte er zum FC Balzers zurück, bevor er zum FC Rapperswil-Jona verliehen wurde. Anschliessend wechselte er wieder zum FC Balzers. Daraufhin zog er erneut auf Leihbasis zum FC Rapperswil-Jona weiter, bevor er ein weiteres Mal zum FC Balzers zurückkehrte. Anschliessend unterschrieb er fest einen Vertrag beim FC Rapperswil-Jona. Es folgten Stationen beim SC Kriens, erneut beim FC Rapperswil-Jona, bei Chur 97 und bei den Schweizer Amateurvereinen FC Lachen und FC Rüti. Danach ging er wieder zum FC Rapperswil-Jona. Im Anschluss daran verliess er den Verein in Richtung FC Freigang, bevor er ein weiteres Mal zum FC Rapperswil-Jona wechselte. Für die Rot-Weissen war er bis zu seinem Karriereende aktiv.

### Nationalmannschaft
Oehri gab sein Länderspieldebüt in der liechtensteinischen Fussballnationalmannschaft am 15. November 1994 beim 0:1 gegen Lettland im Rahmen der Qualifikation zur Fussball-Europameisterschaft 1996, als er in der 58. Minute für Armin Heidegger eingewechselt wurde. Bis 1998 war er insgesamt zehn Mal für sein Heimatland im Einsatz.